# Українська Національна Рада в Києві
Українська Національна Рада в Києві (УНРада в Києві) — політично-громадське утворення. Заснована 5 жовтня 1941 з ініціативи учасників похідної групи ОУН(м) та місцевої громадськості самостійницької орієнтації за аналогією з Центральною народною радою Карпатської України (1938) та Українською національною радою у Львові (1941—42). Головним організатором УНРади був Олег Кандиба, член Проводу українських націоналістів. 
УНРада намагалася перехопити ініціативу організації та мати представників в адміністративних органах на місцях, видавала в Києві газету «Українське слово» (редактор — Іван Рогач). Членам УНРади вдалося встановити на деякий час вплив на Київську міську управу і відновити культурно-мистецьке життя міста. Робилися спроби відновити діяльність Академії наук та вишів. У Києві було створено Спілку українських письменників (голова — Олена Теліга).

## Члени УНРади
Голова УНРади — професор Микола Величківський
1-й секретар президії УНРади — інженер Антон Баранівський (після його загибелі — геолог Іван Дубинець),
2-й секретар — член ПУН Осип Бойдуник.
Заступники голови УНРади — С. Сколибог, Олександр Корсунський та Микола Капустянський.
Шеф головної канцелярії президії УНРади — Я. Жуковський.
За структурою та політичною спрямованістю УНРада нагадувала Українську Центральну Раду часів Української Народної Республіки. Це символізувало тяглість державницької традиції. До її складу ввійшли члени різних політичних напрямів: від гетьманців до націоналістів, представники всіх українських земель, окупованих гітлерівцями. Були утворені Київська, Чернігівська й Полтавська обласні ради УНРади.
Загалом є відомості про 130 делегатів.
Відділом земельних справ УНРади й Бюро кооперативного товариства «Сільський господар» керував Кирило Осьмак. Делегатом від Харківської екзекутиви ОУН був Петро Байбак. Серед членів ради був також Юрій Глушко. В установчих зборах ради брав участь призначений німцями полтавський міський голова Федір Борківський.

## Репресії німецької влади
Прагнення УНРади відігравати роль всеукраїнського центру окупаційна влада сприйняла як порушення наявних приписів і втручання в політику. 27 листопада 1941 німецькі чиновники заборонили її діяльність і розпочали репресії проти її членів. У таких умовах ОУН(м) та Микола Величківський перейшли у підпілля. На початку 1942 поліцією безпеки та СД було заарештовано близько 200 осіб, пов'язаних з Організацією українських націоналістів та діяльністю УНРади, у тому числі Олену Телігу, Івана Рогача, які були страчені у Бабиному Яру.

## Подальші події
29 квітня 1944 у Львові відбулося об'єднання 3-х основних політичних центрів — Львівської та Київської УНРад і Центральної народної ради Карпатської України. Була утворена єдина Всеукраїнська національна рада (ВУНРада). Спроби ВУНРади та Української головної визвольної ради виробити спільну платформу діяльності не дали результатів, і ВУНРада припинила діяльність в еміграції 1946.